# Cessna 336 / 337 Skymaster
El Cessna Skymaster es un avión civil bimotor utilitario construido en una configuración mixta tracción-empuje. En lugar de montar los motores en las alas, uno va montado en el morro y otro en la parte trasera del fuselaje. Los estabilizadores están montados en una doble viga que se extiende desde las alas, situándose entre ellos el motor trasero. La combinación de las configuraciones de tracción y empuje produce un sonido único. Con varias trasformaciones (que incluían armamento) fue usado en la Guerra de Vietnam como avión de observación y Guerra psicológica bajo el nombre de O-2 Skymaster.

## Desarrollo
El primer modelo del Skymaster fue el 336. Su primer vuelo fue el  28 de febrero de 1961 Contaba con un tren de aterrizaje fijo, voló por primera vez en febrero de 1961 y su producción se inició en 1963. Hasta mediados de 1964 fueron fabricadas 195 unidades.
En 1965 Cessna presentó el modelo 337 Super Skymaster. Este avión era mayor, más potente, con tren de aterrizaje retráctil y una toma dorsal de aire para el motor trasero (el "Super" fue finalmente eliminado del nombre). En 1967 el turbocargado T337 fue presentado y en 1972 la versión presurizada T337G entró en la cadena de producción. Cessna construyó 1859 unidades estándar y turbocargadas del Skymaster y 332 T337Gs. Además, construyeron 513 unidades de la versión militar O-2.
Cessna cesó la producción en 1982, pero la marca Skymaster fue continuada por Reims en Francia con el FTB337 STOL y el militar FTMA Milirole. Reims fabricó un total de 94 Skymasters.
Tras un parón de 20 años, los conceptos de empuje central y doble viga han sido retomados con el Adam A500.

## Características
El Skymaster posee unas características de pilotaje diferentes a las de un avión bimotor convencional. La principal consiste en que no se inclina tanto hacia el motor apagado o fallido. En consecuencia, no tiende a alzar el vuelo en caso de producirse un fallo durante la carrera de despegue. Cuando un Skymaster pierde potencia, el piloto debe emplear los instrumentos para determinar que motor ha fallado. El aparato es más fácil de controlar a bajas velocidades que un bimotor convencional, de modo que no hay aviso de velocidad mínima controlable (Vmc) en los indicadores. Sin embargo, el Skymaster requiere un piloto certificado para manejar aviones de más de un motor, y debe estar entrenado para controlar ambos propulsores.

Uno podría pensar que el pilotaje de un Skymaster con solo el motor superior en funcionamiento tiene una tasa de accidentes menor que los bimotores convencionales. Nada más lejos de la realidad. El motor trasero tiende a recalentarse e incluso apagarse durante operaciones en pista en días de mucho calor.
McClellan, J. Mac

Cuando esto ha sucedido, muchos pilotos han intentado inexplicablemente despegar solo con el motor delantero aún necesitando por ello una carrera de despegue mayor que la longitud de la pista. El Skymaster también tiene una tasa de accidentes superior a la media en cuanto a errores de cálculo con el combustible. Esto es extraño puesto que el sistema de combustible no posee nada en especial que destacar.
El Skymaster produce un sonido único e inconfundible. Todos los aviones de motor trasero producen un sonido característico ya que el propulsor desvía el aire turbulento desplazado por el fuselaje. Como el Skymaster también cuenta con motor delantero que opera en aire no turbulento, su sonido es diferente al de un avión puramente retropropulsado. Este sonido puede ser apreciado en la película Bat*21, en la que el personaje interpretado por Danny Glover vuela en un O-2 Skymaster.

## Variantes

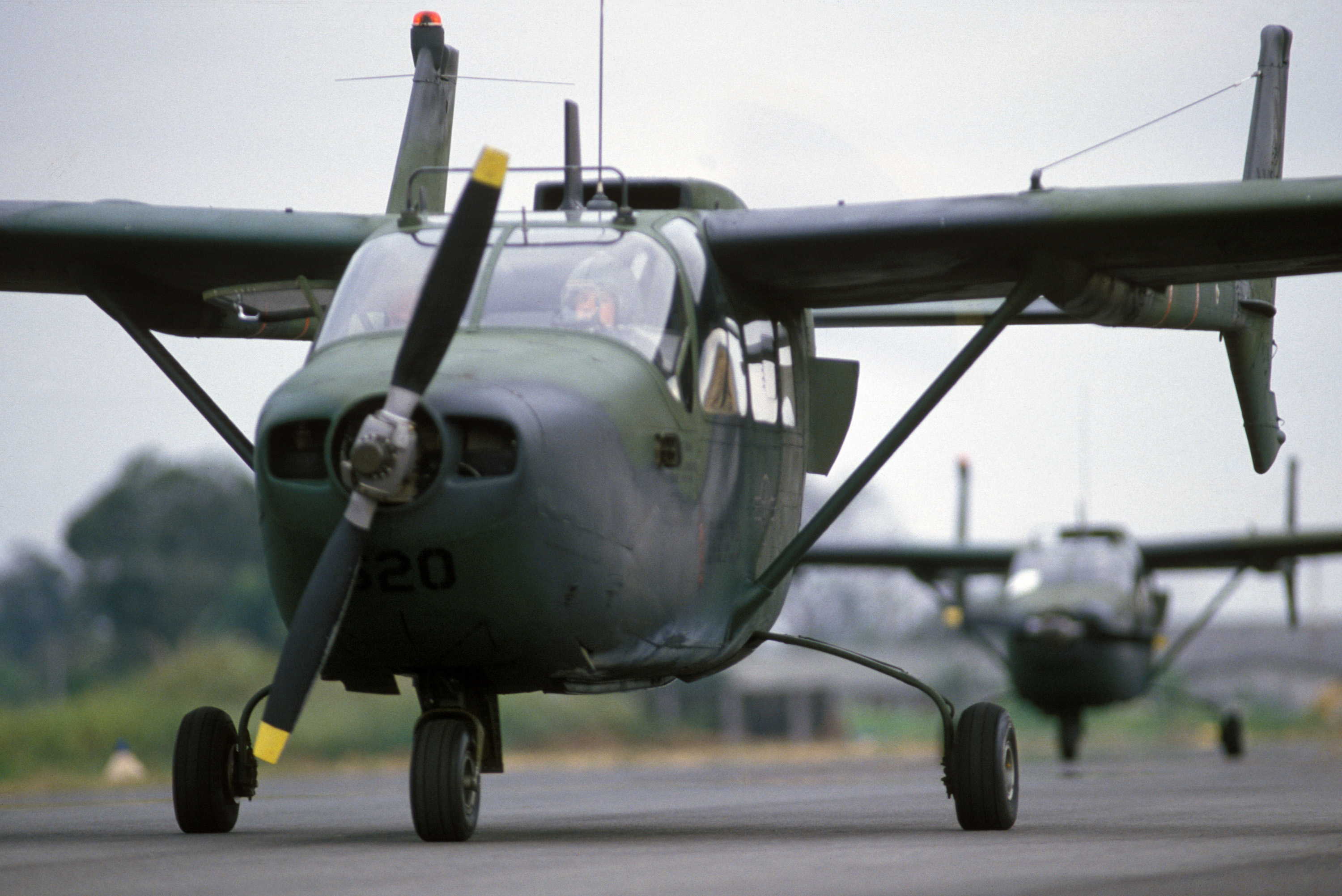
Un Cessna O-2 del 24th Consolidated Aircraft Maintenance Squadron arriba para participar en el ejercicio conjunto Ecuador Estados Unidos BLUE HORIZON.

### Cessna 337
- 337A
- 337B
- 337M: Versión militar en servicio de la USAF, designada como O-2 Skymaster.
- O-2A: Avión de observación de la Fuerza Aérea de los Estados Unidos. 12 fueron vendidos a la Fuerza Aérea Imperial Iraní.[4]
- O-2B: versión de guerra psicológica.
- O-2T/0-2TT: versión turbohélice del O-2.(cancelada)
- Sentry O2-337: versión militar construida por Summit Aviation
- Lynx: versión militar armada de la Fuerza Aérea de Rodesia, antigua colonia británica.
- 337C
- 337D
- 337E
- 337F
- 337G
- 337H
- T337B - Motores turbohélice
- T337C
- T337D
- T337E
- T337F
- T337G
- T337H
  - P337H
  - T337H-SP

### Reims F337
- F337Milirole
- F337G
- F337P - Presurizada
- FTB337 versión especial STOL sin presurizar
- FTB337G - Versión militar.
- F337J Versión chilena

### AVE Mizar
Coche volador creado por Advanced Vehicle Engineers añadiendo las alas, cola y motor trasero de un Skymaster a un Ford Pinto equipado con control e instrumentación de vuelo.

### Summit Sentry
Summit Aviation construyó una versión militar del Skymaster denominada Sentry O2-337 en 1980, de la que vendió algunas unidades al Cuerpo Aéreo de Haití y a la Armada Tailandesa.

### Spectrum SA-550
La constructora californiana Spectrum Aircraft Corporation realizó una gran conversión del Reims FTB337G a mediados de los 80 - el Spectrum SA-550. Eliminaron el motor delantero, alargaron el morro y reemplazaron el motor trasero convencional por un turbohélice.

### Baby Skymaster
Modelo a escala reducida de 4 asientos del 337, con alas ménsula que reemplazaban la configuración del 336/337 . Voló en diciembre de 1967. Un prototipo fue construido antes de que el proyecto fuera cancelado en 1968 debido a faltas de interés comercial en el proyecto. EL prototipo fue entregado a la  NASA para servir de modelo a escala completa de pruebas de túnel de viento. Fue usado en un proyecto conjunto entre el Langley Research Center y el Proyecto Cessna de reducción de ruido comparando hélices enductadas versus hélices libres

## Operadores

### Operadores militares

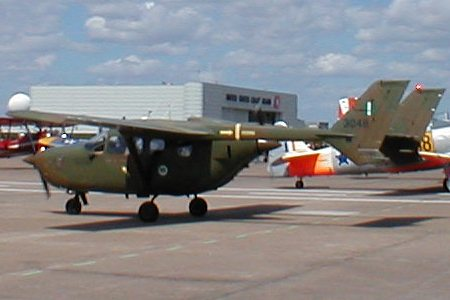
Un O-2 de Pakistán

- Argentina
- Burkina Faso
- Chad
- Chile
  -  Ejército de Chile
  -  Fuerza Aérea de Chile (Opera en Isla de Pascua)
  -  Armada de Chile
- Colombia
- Corea del Sur
- Ecuador
- El Salvador
- Estados Unidos
- Haití
- Jamaica
- México
- Pakistán
- Perú
- Portugal
- República Dominicana
- Sudáfrica
- Sri Lanka
- Tailandia
- Togo
- Zimbabue
- Uruguay
  - Armada Uruguaya

## Historia operacional
Historia operacional de la Cessna 336 / 337.

### Guerra de Vietnam
La Fuerza Aérea de los Estados Unidos empleó la variante O-2 como transporte de avanzadillas durante la Guerra de Vietnam. 

### Combate de incendios forestales
La División Forestal de California utilizó varios modelos del 337 Skymaster como aviones de observación durante operaciones de extinción de incendios

### Hermanos al rescate
En 1994 el grupo de exiliados cubanos conocido como Hermanos al Rescate utilizó algunos Skymaster para lanzar víveres a los balseros que intentaban alcanzar las costas de Florida desde Cuba. Asimismo los usaron para violar el espacio aéreo cubano al volar sobre La Habana para lanzar panfletos con propaganda anticastrista. Escogieron los Skymasters porque son más fáciles de controlar a bajas velocidades que los bimotores convencionales. Uno de los aviones tocó el agua (se hace difícil calcular la altitud cuando se vuela sobre el mar en calma), resultando dañados la compuerta del tren de aterrizaje y el motor delantero. Puesto que el motor trasero está montado más alto, no sufrió daños y el avión pudo regresar a Florida tomando tierra con el 'vientre'.
En 1996 dos de los aviones de los Hermanos al Rescate fueron abatidos por la Fuerza Aérea Cubana sobre aguas internacionales. Uno cayó por los disparos de un MiG-23 y el otro por los de un MiG-29.

## Especificaciones (337D)

### Características generales
- Tripulación: 1
- Capacidad: 5 pasajeros.
- Longitud: 9,1 m (29,8 ft)
- Envergadura: 11,6 m (38 ft)
- Altura: 2,8 m (9,3 ft)
- Superficie alar: 18,7 m² (201,3 ft²)
- Peso vacío: 1024 kg (2256,9 lb)
- Peso máximo al despegue: 2000 kg (4408 lb)
- Planta motriz: 2× motor de inyección y cilindros opuestos Continental IO-360-C.
  - Potencia: 210 x motor cada uno.
- Hélices: 1× bipala de velocidad constante por motor.

### Rendimiento
- Velocidad máxima operativa (Vno): 315 km/h (196 MPH; 170 kt)
- Alcance en combate: km
- Techo de vuelo: 5944 m (19 500 ft)
- Régimen de ascenso: 6,1 m/s (1200 ft/min)